# Microcerella alpina
Microcerella alpina är en tvåvingeart som först beskrevs av Townsend 1912.  Microcerella alpina ingår i släktet Microcerella och familjen köttflugor.
Artens utbredningsområde är Peru. Inga underarter finns listade i Catalogue of Life.